# Wolfgang Amadeus Mozart
Wolfgang Amadeus Mozart (Salzburg, 27 januari 1756 – Wenen, 5 december 1791), doopnaam Joannes Chrysostomus Wolfgangus Theophilus Mozart, was een uit het prinsaartsbisdom Salzburg afkomstige componist, pianist, violist en dirigent. Hij excelleerde in elke courante muziekvorm uit zijn tijd, met name in opera, de symfonie, het pianoconcert en kamermuziek. De muziek die hij als volwassene componeerde, geworteld in Oostenrijkse en Zuid-Duitse tradities, maar gekleurd door de Italiaanse opera, kenmerkt zich door haar melodische schoonheid, formele perfectie en rijkdom van harmonie en textuur. Samen met Johann Sebastian Bach en Ludwig van Beethoven wordt hij beschouwd als componist die binnen een traditie nieuwe muzikale concepten bedacht en die diepgaande invloed uitoefende op alle na hem komende componisten. Mozarts werk wordt gerekend tot de muziek van de klassieke periode. Met Joseph Haydn en Ludwig van Beethoven vormt hij, muziekhistorisch gezien, de Eerste Weense School.

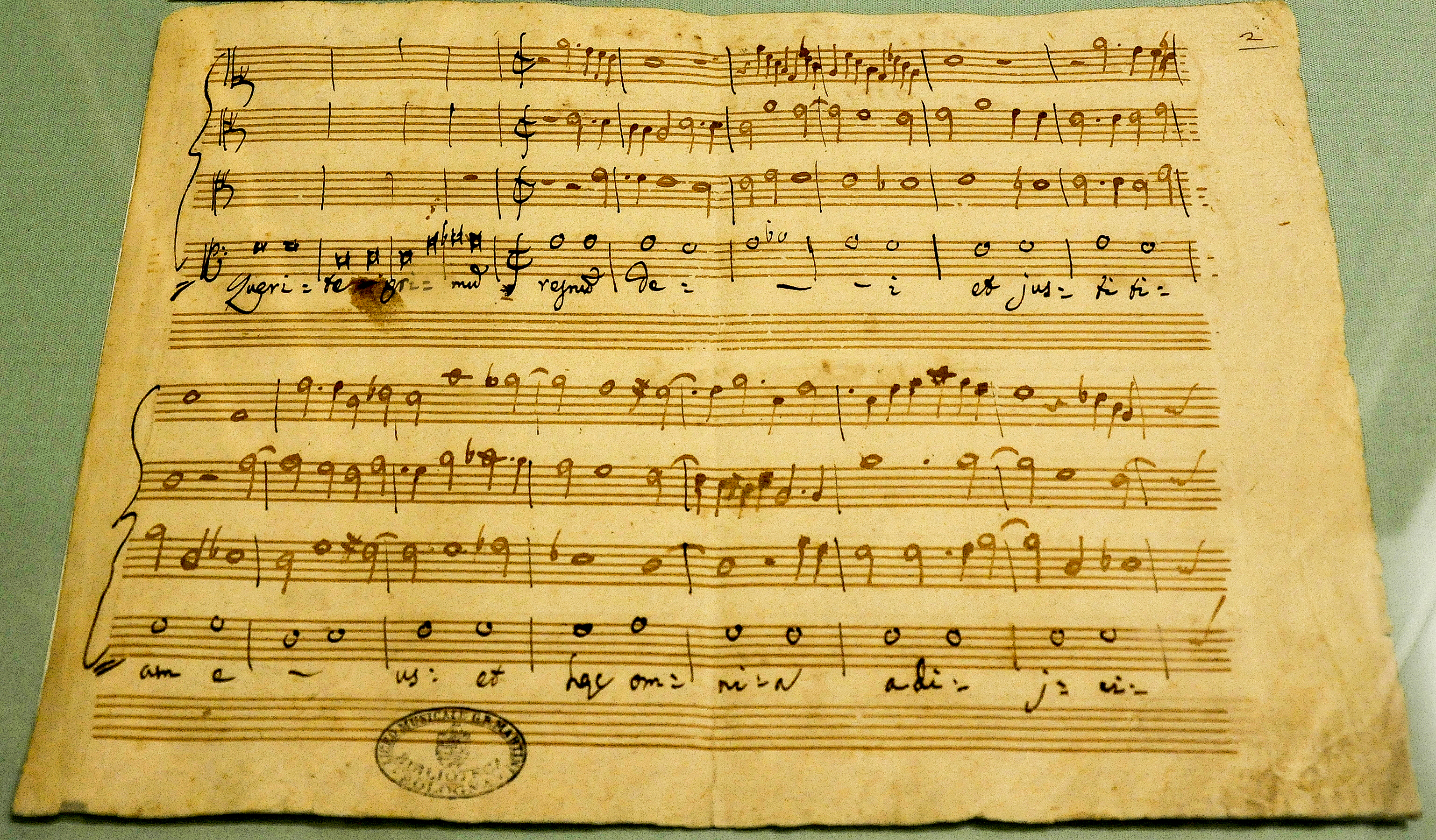
Zijn manuscript van Quaerite primum regnum Dei (1770)

Mozart was een wonderkind, dat op uitzonderlijk jonge leeftijd viool, klavecimbel en orgel speelde en kwalitatief hoogstaand werk componeerde. Hij was een veelzijdig componist. Hij schreef vocale muziek in de genres opera, Singspiel en mis. Daarnaast componeerde hij instrumentale orkestmuziek, zoals symfonieën, serenades en divertimenti en soloconcerten, vooral voor piano en orkest. Ook componeerde hij solomuziek, zoals pianosonates en kamermuziek, waaronder sonates voor diverse instrumentale bezettingen en strijkkwartetten en -kwintetten.

## Naam

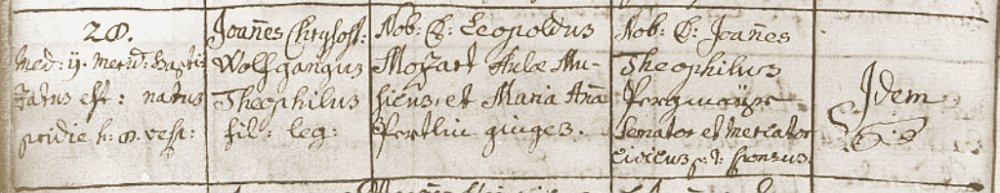
Doopceel van Mozart

Zijn officiële voornamen waren Joannes Chrysostomus Wolfgangus Theophilus. Mozart gebruikte de eerste twee voornamen  nooit. Als jongeman ondertekende hij zijn brieven bij voorkeur met Amadé, wat de verfranste Latijnse vertaling is van Gottlieb.
Later gaf hij de voorkeur aan Wolfgang Amadé, soms Amade, maar slechts drie keer gebruikte hij in intieme familiebrieven de naam Amadeus, maar dan louter om humoristische redenen ('Amadeus Wolfgangus Mozartus'). In enkele gevallen gebruikte hij de naam Wolfgang Gottlieb of alleen Wolfgang, WA of eenvoudigweg Mozart, WMZT of MZT. In Italië schreef hij soms Wolfgango Amadeo. In officiële aankondigingen is de meest gebruikte vorm W.A. Mozart, Wolfgang Mozart en Wolfgang Amade Mozart. Zijn namen als kind waren Wolfgangerl en Wolferl. Zijn vrouw Constanze gebruikte de koosnaam Wolfi.
Opmerkelijk is dat in Mozarts handtekening, in de opwaartse krul volgend op de slotletter t van zijn familienaam, de afkorting 'Cav' is verwerkt. Dit slaat op de adelstitel cavaliere (ridder) waarmee hij in 1770 begiftigd werd door opname in de pauselijke Orde van de Gulden Spoor. Anders dan zijn oudere vriend en collega Christoph Willibald von Gluck, die ridder in dezelfde orde was, buitte Mozart deze titel niet maatschappelijk uit. Zo weigerde hij in zijn standaard-handtekening en in publicaties aan zijn familienaam het adellijke woordje 'von' toe te voegen. Alleen in de keizerlijke hofadministratie in Wenen werd zijn naam wel zo vermeld: Wolfgang Amadé von Mozart.
Amadeus en Gottlieb zijn de Latijnse, respectievelijk de Duitse vorm van het Griekse Theophilus. Theophilus is de persoon aan wie het Evangelie volgens Lucas en de Handelingen van de apostelen zijn opgedragen.

## Biografie

### Jeugdjaren

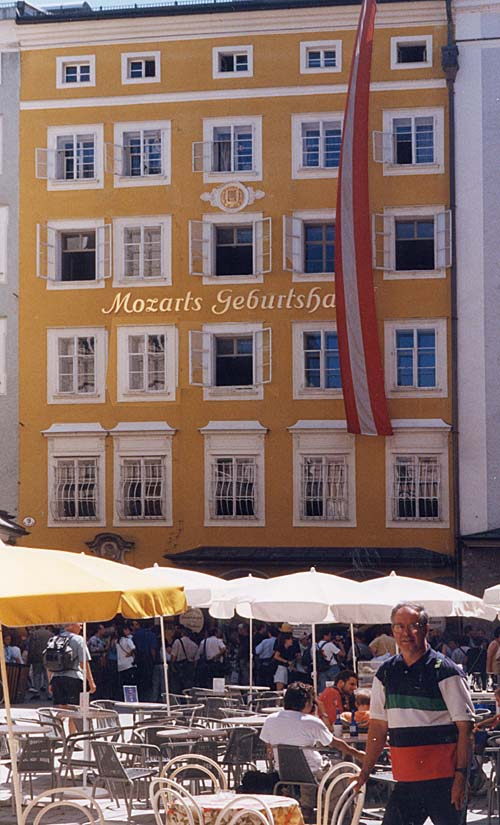
Geboortehuis van Mozart, Getreidegasse 9, Salzburg

Mozart werd op 27 januari 1756 in de Getreidegasse op nummer 9 in Salzburg geboren als zevende en laatste kind van componist en violist Johann Georg Leopold Mozart en Anna Maria Pertl. Vijf van de andere zes kinderen waren overleden, alleen zuster Maria Anna, "Nannerl", leefde nog. In hetzelfde jaar publiceerde vader Leopold een vioolmethode, Versuch einer grundlichen Violinschule.
Wolfgangs muzikale talent openbaarde zich op extreem jonge leeftijd. Het jongetje raakte geboeid door de muzieklessen die Leopold aan Nannerl gaf. Op de piano zocht hij consonerende intervallen op en uitte zijn blijdschap bij het vinden van een terts. Op driejarige leeftijd kon hij eenvoudige klavierstukjes in een half uur uit zijn hoofd leren en maatvast spelen. Al snel beheerste muziek zijn leven en konden zelfs kinderspelletjes hem alleen boeien wanneer er muziek aan te pas kwam. Als vierjarige kon hij de muziek spelen die Leopold Nannerl opgaf. De twee bewaard gebleven oefenboeken waarin Leopold dagelijks de oefenstof noteerde, eentje voor Nannerl (het Nannerl Notenbuch) waaruit Wolfgang mee mocht leren en later eentje voor Wolfgang zelf, bevatten degelijke, wat ouderwetse stukken waaruit de Noordduitse invloeden op de jonge Wolfgang af te lezen zijn: het lesprogramma voorzag in composities van onder meer Telemann, Carl Philipp Emanuel Bach, Hasse en Sperontes.
Zijn vroegste, erg korte, composities dicteerde hij als vijfjarige aan Leopold. Omdat die dus alleen Leopolds handschrift vertonen, is het onmogelijk uit te maken in hoeverre ze Wolfgangs eigen werk zijn. Wolfgangs eerste compositie is een Menuet en trio voor piano, KV 1. Volgens biograaf Paumgartner bevat reeds KV 3, een driedelig lied, 'onmiskenbare sporen van Mozarts eigen persoonlijkheid'.
In september 1761 vond zijn vroegst bekende publieke optreden plaats. Dit was aan de Salzburgse universiteit, waar hij deelnam aan een theateropvoering met muziek van Johann Ernst Eberlin. In januari 1762 reisde Leopold, die net als andere ouders uit de tijd niets verkeerds zag in het tentoonstellen en exploiteren van het talent van zijn zoon, met beide kinderen naar München, over welke reis niets anders bekend is dan dat de kinderen klavecimbel speelden voor de keurvorst van Beieren. In september ging de familie naar Wenen en Linz. Eind oktober was Wolfgang tien dagen ziek.

### Degrand tourvan de Mozarts

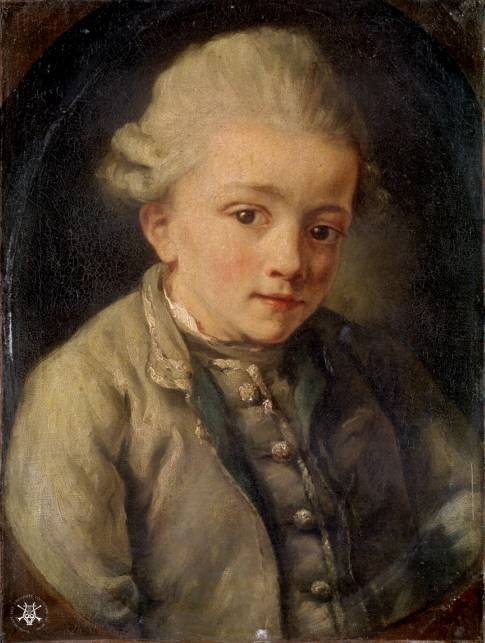
De jonge Wolfgang Mozart door Jean-Baptiste Greuze ca. (1764)

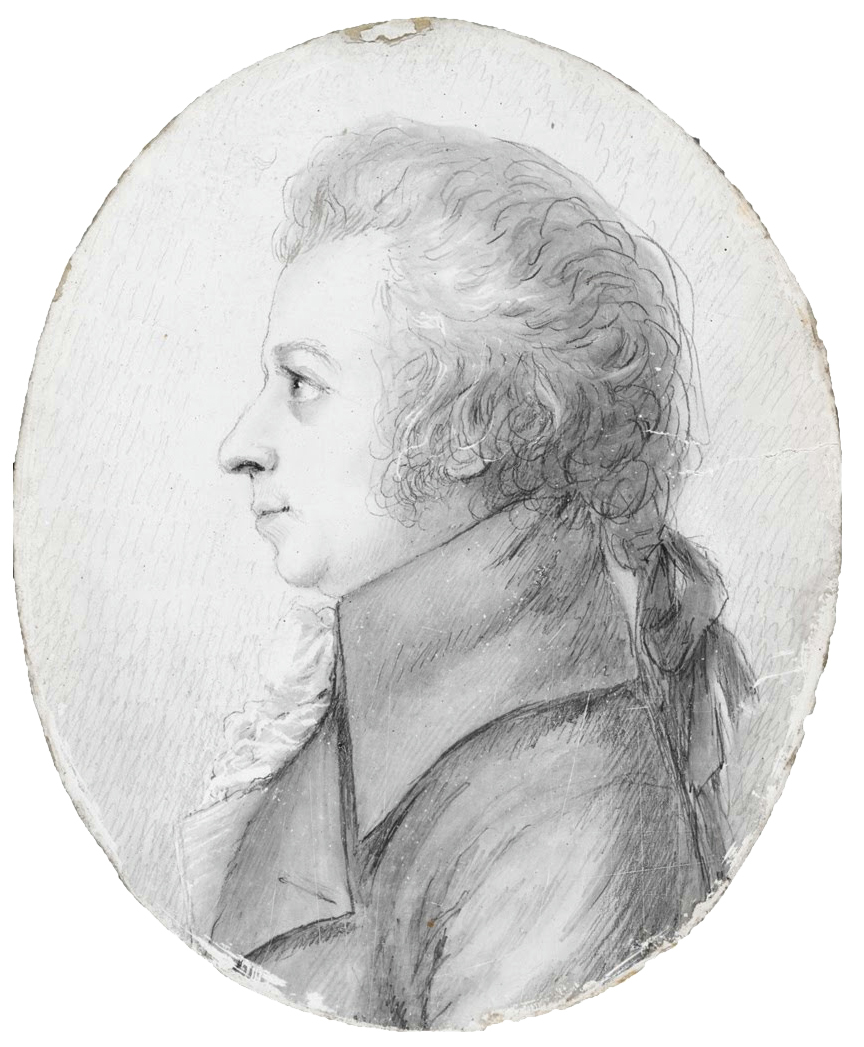
Portret van Mozart in Dresden door Doris Stock, 1789

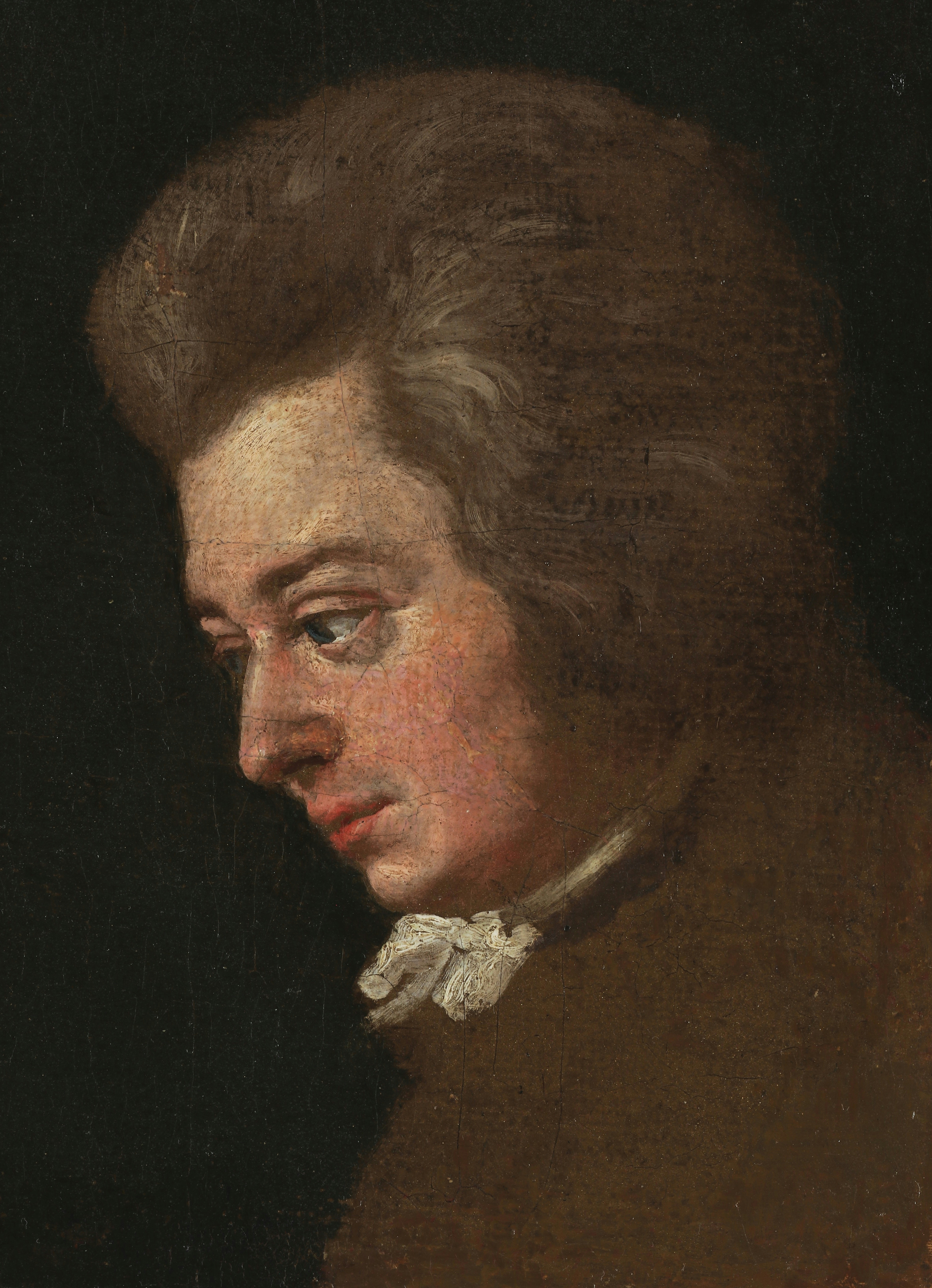
Portret van Mozart door Joseph Lange (1751-1831). Detail van onvoltooid portret, 1781-82

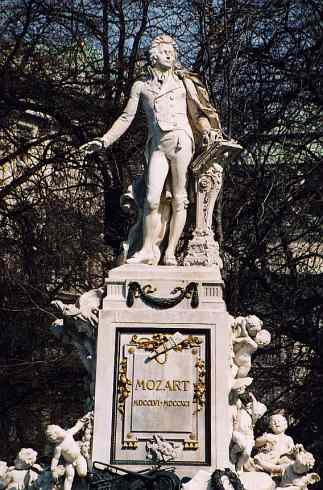
Beeld van Mozart in Wenen. Foto 2003

In juni 1763 begon de familie Mozart aan een grand tour door Europa, die meer dan drie jaar zou duren en die begon met een bezoek aan Beieren, Zwaben, Württemberg, de Palts en Rijnland. In juli en augustus deden ze onder meer Heidelberg, Mannheim, Mainz en Frankfurt aan, waar de veertienjarige Goethe een concert van de kinderen bijwoonde. In september deden ze onder meer Bonn, Aken, Keulen, Luik, Tienen en Leuven aan. In oktober arriveerden ze in Brussel, waar ze anderhalve maand verbleven en hoopten op een recital in de aanwezigheid van landvoogd Karel Alexander van Lotharingen (een broer van keizer Frans I Stefan). De landvoogd bleek meer geïnteresseerd in de jacht dan in de muziek en stelde het geduld van vader Leopold zwaar op de proef. Uiteindelijk vertrok de familie naar Parijs, waar ze een concert gaf voor koning Lodewijk XV. In Parijs verbleven ze vijf maanden en hier werd Wolfgangs muziek voor het eerst gepubliceerd, sonaten voor viool en piano. Via de oversteek naar Dover ging het in april 1764 richting Londen, waar koning George III hen ontving. Tijdens hun verblijf was Leopold zeven weken ziek. In Londen ontmoette de jonge Wolfgang Mozart Johann Christian Bach, bijgenaamd de "Londense Bach". In augustus keerde de hele familie terug naar het vasteland, waar zowel Leopold als Wolfgang angina kregen, zodat ze een maand in Lille moesten blijven. Ze overnachtten in Gent en reisden verder naar Antwerpen, waar Wolfgang het orgel in de Onze-Lieve-Vrouwekathedraal bespeelde. Per trekschuit voeren ze van Rotterdam naar Den Haag, waar ze op 11 september 1765 aankwamen. Na een hofconcert voor prinses Carolina van Oranje-Nassau en de Prins van Oranje-Nassau werd op 30 september door Wolfgang ook een concert gegeven in de zaal van de Oude Doelen. Nannerl en later Wolfgang zelf kregen buiktyfus en het duurde tot 22 januari voor ze voldoende hersteld waren om samen een recital in de Oude Doelen te geven. De familie Mozart reisde vervolgens naar Amsterdam, waar ze op 29 januari en op 26 februari een concert gaven in de muziekzaal van de Hollandsche Manege aan de Leidsegracht (1744-1881). Daarna reisden ze terug naar Den Haag. Op 11 maart 1766 woonden de Mozarts de plechtige inhuldiging bij van stadhouder Willem V. Voor die gelegenheid componeerde Wolfgang een reeks variaties op het destijds bekende lied "Willem van Nassau" (KV 25). Vervolgens voerde de reis naar Haarlem, waar Wolfgang op het Müllerorgel van de Grote of Sint-Bavokerk speelde en Leopold bij de uitgeverij van Johannes Enschedé de vertaling van zijn boek Grondig Onderwijs in het behandelen der Viool in ontvangst nam. Op 16 april werd in Amsterdam nogmaals een concert in de Manegezaal gegeven en in Utrecht gaven Wolfgang en Nannerl op 21 april een concert in het Bijlhouwersgildehuis aan het Vredenburg. In mei was de familie opnieuw in Parijs vanwaar ze via onder meer München naar Salzburg terugkeerden.

### Italiaanse reis
In 1769 werd Wolfgang Mozart benoemd tot onbezoldigd concertmeester aan het hof van aartsbisschop Hieronymus von Colloredo van Salzburg. Vanaf dan reisden Leopold en Wolfgang samen en trad Wolfgang solo op. Op 11 april hoorde Wolfgang in de Sint-Pietersbasiliek in Rome het Miserere van Gregorio Allegri dat nooit ter inzage werd gegeven en hij wist de compositie nadien feilloos op papier te zetten. In juli 1770 ontving hij in Rome uit handen van de paus de Orde van de Gulden Spoor. Kort daarna begon hij te werken aan zijn opera seria Mitridate (KV 87), die in december in première ging in het Teatro Ducal te Milaan. De opera oogstte er veel succes.
Op 5 januari 1771 behaalde hij het diploma van de Accademia Filarmonica in Verona nadat hij eerder al een soortgelijk getuigschrift had ontvangen van de Accademia te Bologna op 10 oktober 1770. In januari 1773 componeerde Mozart het motet Exsultate, jubilate (KV 165) voor de castraatzanger Venanzio Rauzzini als dank voor zijn verdiensten in Mitridate.

### Reis naar Parijs en overlijden moeder
De reislust van Leopold Mozart leidde in 1777 tot zowel zijn eigen ontslag als dat van zijn zoon. Leopold vertrok met zijn vrouw en zoon richting Parijs, in de hoop dat zijn zoon aldaar een aanstelling zou krijgen. Na een kort verblijf in München reisden ze verder naar Leopolds familie in Augsburg. In oktober ontmoette Wolfgang hier zijn nichtje Maria Anna Thekla ('das Bäsle'), met wie hij een intieme relatie had en met wie hij een pikante correspondentie voerde, die latere biografen in verlegenheid heeft gebracht. Tijdens hun verblijf in Mannheim nodigde Fridolin Weber hem uit. Wolfgang gaf zangles aan de oudste van de vijf dochters Weber, Aloysia, op wie hij verliefd werd. Zijzelf had nauwelijks zangervaring, maar bezat volgens Wolfgang een wondermooie stem. Na een boze brief van Leopold reisde Wolfgang samen met zijn moeder tot in Parijs. Daar verbleven ze bij baron Friedrich Melchior Grimm en bracht Wolfgangs moeder haar dagen door in een slecht geluchte, kille en vuile kamer. Ze voelde zich eenzaam en werd ziek. Wolfgang verdiende nauwelijks geld, maar werd overal uitgenodigd om gratis te spelen. In deze periode schreef Wolfgang zijn balletmuziek Les Petits Riens (KV 299b) en de Parijse symfonie in D groot (KV 297). De symfonie beleefde haar triomfantelijke openbare première tijdens de Concerts Spirituels op 18 juni.
Op 3 juli 1778, na een wekenlange ziekte, stierf Mozarts moeder. Na een verblijf van zes maanden in Parijs keerde Mozart alleen naar München terug. Daar bood de familie Weber, die kort daarvoor Mannheim had verlaten, hem onderdak. Aloysia negeerde Mozarts avances. Op dat moment besefte hij dat het nooit iets zou worden tussen hen beiden.

### Terugkeer in Salzburg
Op aandringen van Leopold keerde Wolfgang uiteindelijk naar Salzburg terug waar hij voor een salaris van 450 gulden opnieuw werd aangesteld aan het bisschoppelijk hof. Zijn taken waren divers: musiceren, het knapenkoor onderrichten en zowel geestelijke als wereldlijke muziek componeren. In januari 1781 ging zijn opera Idomeneo (KV 366) in première in het Residenztheater te München, bijgewoond door Leopold en Nannerl.

### Wenen en huwelijk
In zijn geboortestad Salzburg voelde Mozart zich weinig gewaardeerd. Het ongenoegen en de ergernis kwamen tot een uitbarsting, waarbij graaf Georg Anton Felix Arco de componist op staande voet ontsloeg tijdens een bezoek aan het hof van keizer Jozef II in Wenen (1781). Mozart reisde naar Wenen en vond er onderdak bij de familie Weber, die intussen van Mannheim via München naar Wenen verhuisd waren. Nu werd hij verliefd op de tweede dochter, de zangeres Constanze. De gevoelens waren wederzijds. Leopold was boos dat Wolfgang bij de Webers verbleef en zag hierin een tweede poging van mevrouw Weber (intussen weduwe) om haar dochters uit te huwelijken. In een brief maande hij zijn zoon onmiddellijk zijn bevelen op te volgen en uit de buurt van de Webers te blijven.
Muzikaal ging het Mozart inmiddels voor de wind: de uitvoering op 16 juli 1782 van het Singspiel Die Entführung aus dem Serail (KV 384) in het Weense Burgtheater was een eclatant succes. In dezelfde maand componeerde Mozart zijn Haffner-symfonie in D groot (KV 385).
Wolfgangs gevoelens voor Constanze werden serieuzer, maar hij kon Leopold niet tot goedkeuring vermurwen. Zonder vaderlijke zegen trouwde Wolfgang op 4 augustus 1782 met Constanze in de Stephansdom te Wenen. Daarna arriveerde alsnog Leopolds schriftelijke toestemming.
Het waren voor Mozart gelukkige jaren: hij gaf muzieklessen en zijn concerten vielen bij het publiek in de smaak. De muziekuitgever Artaria overwoog zijn composities uit te geven en voor het eerst schreef een muziektijdschrift (Magazin der Musik) over een van zijn concerten. Mozart werd ondersteund en gestimuleerd door baron Gottfried van Swieten, die hem liet kennismaken met oude muziek van Bach en Händel en te wiens huize uitsluitend composities van deze twee componisten werden gespeeld. Dit bracht Mozart ertoe Bachs contrapunt te gaan studeren, diens composities te transcriberen, zoals bijvoorbeeld blijkt in KV 405 (5 Fuga's voor strijkkwartet, gebaseerd op Bachs Well Tempered Clavier, Boek 2) en zelf composities te schrijven in de stijl van Bach, zoals bijvoorbeeld KV 608 (Fantasie in F-moll). Hij trad hiermee in de voetsporen van Bach. Deze muziekstukken werden door Van Swieten en andere toehoorders zeer op prijs gesteld.

### 1783 - 1785
In oktober 1783 werd de (onvoltooide) Mis in c klein (KV 427) in Salzburg opgevoerd. Constanze zong er een van de sopraanpartijen. Tijdens de terugtocht naar Wenen werd halt gehouden in Linz, waar Mozart een nieuwe symfonie in C-groot componeerde (KV 425, Linzer symfonie). In februari 1784 begon hij met het aanleggen van een chronologische catalogus van zijn werk, de Verzeichnüss, die hij tot zijn dood nauwgezet bijhield.
Drie maanden later trad Mozart toe als lid van de vrijmetselaarsloge Zur Wohltätigkeit.
Enige tijd later ontmoette hij de componist Joseph Haydn, die hoog opgaf van Mozarts muzikale kwaliteiten. Die bewondering was wederzijds: Mozart zou later zes in die tijd gecomponeerde strijkkwartetten (KV 387, 421, 428, 458, 464 en 465) aan Haydn opdragen. In april 1785, een maand na de eerste uitvoering van Mozarts oratorium Davidde penitente (KV 469), meldde ook vader Leopold zich aan bij de vrijmetselaars, op aandringen van Wolfgang. Kort daarna schreef Mozart de vijf minuten durende Maurerische Trauermusik in c-klein (KV 477) ter nagedachtenis van twee overleden logebroeders.

### 1786
In februari 1786 vond op het Schloss Schönbrunn in aanwezigheid van keizer Jozef II een bijzondere wedstrijd plaats: Mozarts Der Schauspieldirektor (KV 486) en Salieri's Prima la musica e poi le parole dongen er om de eerste prijs. Salieri won, Mozart kreeg de troostprijs van 50 dukaten.
In april speelde Mozart zijn pianoconcert in c klein (KV 491, nr. 24), een werk dat door Ludwig van Beethoven bewonderd werd en waarvoor hij cadensen schreef. Op 1 mei van hetzelfde jaar vond in het Burgtheater te Wenen de eerste uitvoering plaats van de opera buffa Le nozze di Figaro (KV 492). Het libretto was van de hand van Lorenzo da Ponte die zich daarvoor baseerde op het Franse, door Jozef II verboden, toneelstuk Le mariage de Figaro van Pierre Beaumarchais. Ook in Praag werd Figaro enthousiast onthaald. Mozart reisde, in gezelschap van zijn vrouw Constanze, in januari 1787 naar de stad om er persoonlijk een opvoering van de opera te dirigeren. Tijdens zijn verblijf aldaar beleefde de Praagse symfonie in D-groot (KV 504, Symfonie nr. 38) haar première.

### 1787 - 1791
In 1787 reisde Ludwig van Beethoven naar Wenen om les te krijgen van Mozart. Van een persoonlijke ontmoeting tussen beide componisten is echter niets bekend. Op 28 mei stierf vader Leopold Mozart. In datzelfde jaar werd Mozart door de muziekminnende dubbelmonarch Jozef II aangesteld als königlich und kaiserlich Kammerkompositeur. Hij was zodanig in de wolken, dat hij aan een vriend schreef: "Nu sta ik voor de poorten van het geluk". De betaalde aanstelling betekende een aanzienlijke statusverhoging en bracht niet te veel verplichtingen met zich mee. De benoeming voorzag Mozart voor altijd van het officiële stempel van hofcomponist. Na deze aanstelling vond er een uitbarsting van creativiteit en vernieuwing plaats van Mozarts compositorisch kunnen. Mozartbiograaf Christoph Wolff stelt in dit verband dat men vanaf dan kan gewagen van een imperial style in zijn muziek.
In het najaar zijn de Mozarts opnieuw te Praag waar de opera Don Giovanni werd opgevoerd op 29 oktober. Voor het libretto had Mozart andermaal kunnen rekenen op het vakmanschap van Da Ponte. In december van dat jaar kreeg Wolfgang een aanstelling als kamermusicus aan het hof van keizer Jozef II, alweer tegen een mager salaris dat niet volstond om zijn schulden te voldoen. De opera Don Giovanni werd in Wenen maar matig gewaardeerd.
Op 26 januari 1790 — een dag voor Mozarts vierendertigste verjaardag — vond in Wenen met veel bijval de eerste uitvoering plaats van de opera Così fan tutte (KV 588). Dit is de derde (en laatste) Mozart-opera waarvoor Da Ponte het libretto schreef.
In 1790 stierf Jozef II (13 maart 1741 – 20 februari 1790), keizer van het Heilige Roomse Rijk (van 1765 tot 1790). Hij werd opgevolgd door zijn jongere broer Leopold II, die niet zo in muziek geïnteresseerd was als zijn voorganger.
Op 4 maart 1791 gaf Mozart zijn laatste publieke optreden in de Jahnsche Saal als componist en pianovirtuoos met een uitvoering van het pianoconcert in Bes-groot (KV 595, nr. 27). In zijn streven uiteindelijk kapelmeester te worden solliciteerde hij in april 1791 met succes voor het baantje als onbetaald assistent van Leopold Hofmann, de kapelmeester van de Stephansdom in Wenen met recht van opvolging. In juni schreef hij in Baden de muziek van het Ave Verum. Tijdens de zomer legde hij zich toe op de werken van Georg Friedrich Händel, waarvan hij bewerkingen maakte (onder meer Alexander's Feast en Ode for Saint Cecilia's day).
Op 26 juli werd Mozarts vierde zoon geboren, Franz Xaver Wolfgang Mozart, die later een bescheiden carrière zou maken als componist onder de naam van zijn vader (Wolfgang Mozart junior). In augustus reisde de familie Mozart naar Praag voor de kroning van Leopold II als koning van Bohemen. Voor die gelegenheid componeerde hij een bestelde opera: La clemenza di Tito. Mozart bezocht er de Praagse vrijmetselaarsloge Zur Wahrheit und Einigkeit waar zijn cantate Die Maurerfreude uitgevoerd werd. Medio september voltooide de componist de door Emanuel Schikaneder bestelde opera: Die Zauberflöte. Bij de première op 30 september dirigeerde hij zelf de opera die een groot succes kende en 20 uitvoeringen beleefde.

### Ziekte en dood, eind 1791

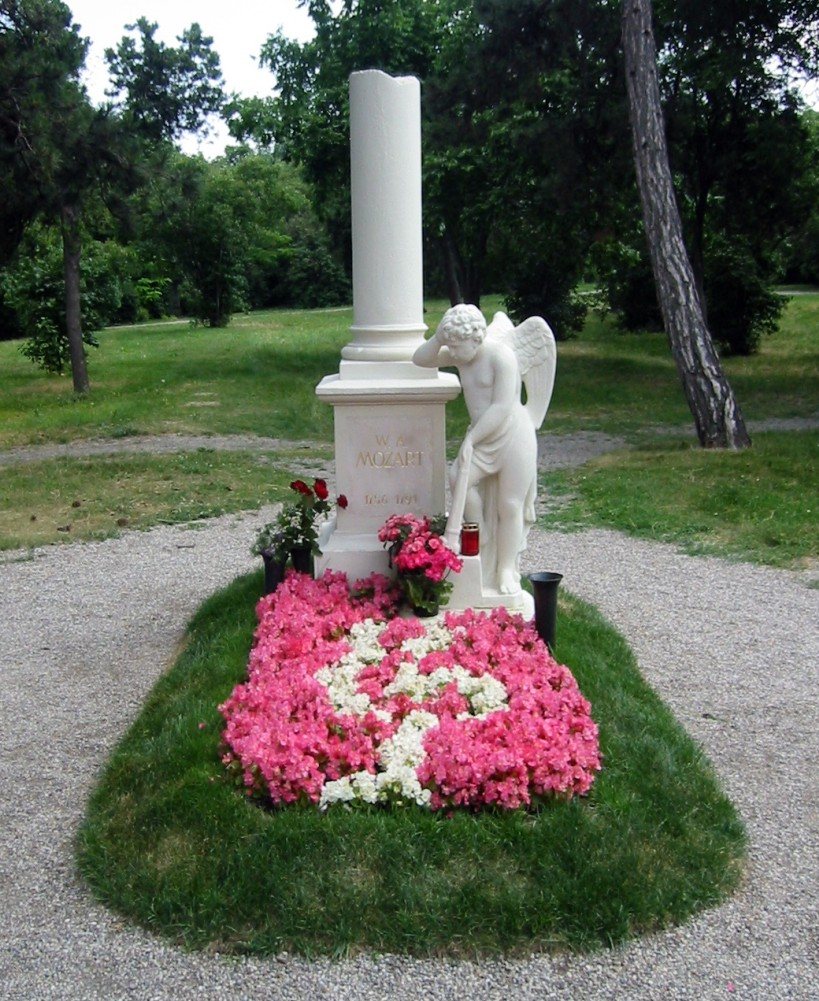
Grafteken voor Mozart op de begraafplaats St. Marx in Wenen. Pas in 1855 werd de waarschijnlijke locatie van Mozarts graf vastgesteld, maar absolute zekerheid bestaat daarover nog steeds niet.

Hoewel hij uitgeput was door het vele werk, aanvaardde hij toch een geheime opdracht van graaf Franz von Walsegg: een Requiem (KV 626). Overwerkt werd Mozart gekweld door een depressie en door de waanvoorstelling dat hij vergiftigd is. Door het succes van zijn Kleine Freimaurer-Kantate (Laut verkünde unsre Freude, KV 623) die werd uitgevoerd bij de opening van de nieuwe Weense loge Zur gekrönten Hoffnung, raakt hij wat opgemonterd.
Aan zijn ziekbed gaat een repetitie door van vocale partijen van reeds voltooide delen van het grotelijks nog onvoltooide requiem. Daarbij vervullen de vrienden van het Freihaustheater de zangpartijen terwijl Mozart zelf de altpartij voor zich neemt. Vanaf 20 november werd hij ernstig ziek en bleef in bed. Daarna overlegden de artsen Closset en Sallaba over de toe te passen behandeling. Begin december was hij aan de beterende hand. De avond van vier december was hij zeer helder van geest. Mozart overleed om vijf minuten voor één uur op 5 december 1791. Het Requiem bleef daardoor onvoltooid. Mozart heeft dan nog veel muziek schetsmatig gecomponeerd maar niet volledig uitgeschreven.
Na een korte uitvaartmis in de Stephansdom werd Mozart begraven op de Sankt Marxer Friedhof te Wenen in een eenvoudig, algemeen graf. Enkele dagen later, op 10 december 1791, werd in de Michaelerkirche een mis gezongen te zijner nagedachtenis, waarbij de door Mozart voltooide delen van het Requiem werden uitgevoerd.

### Doodsoorzaak
Over de doodsoorzaak wordt tot op heden gediscussieerd. Twee serieuze werken die dit onderwerp behandelen zijn: Mozarts Tod: ein Rätsel wird gelöst van Ludwig Köppen en Der Fall Mozart van Helmuth Perl. In 1823 vertelde Constanze, dat Mozart in de maanden voor zijn dood had gezegd dat hij "met Aqua Tofana vergiftigd zou zijn". Daarvoor bestaan geen concrete aanwijzingen.
Mogelijk stierf Mozart aan een nierziekte of aan een hitziges Friesel Fieber wat neerkomt op een zware infectie. In 2009 werd een epidemiologisch onderzoek gepubliceerd dat als doodsoorzaak een infectie met streptokokken aanwees. De onderzoekers bestudeerden alle beschrijvingen van Mozarts aandoening en keken in de Weense archieven waaraan jonge mannen doodgingen, in de jaren voor en na Mozarts dood. Deze gegevens wijzen erop dat er ten tijde van Mozarts dood een streptokokkenepidemie heerste. De vermoedelijke haard was een militair hospitaal en omdat soldaten vaak bijverdienden als muzikant, is het waarschijnlijk dat Mozart de bacterie opliep "via een soldaat die speelde in het orkest dat hij twee dagen voor zijn ziekte nog dirigeerde." Onderzoeksleider Zegers benadrukte dat zekerheid na tweehonderd jaar niet meer te krijgen was, maar voegde eraan toe dat er nu voor het eerst een doodsoorzaak op twee verschillende pijlers was gebaseerd.

## Uiterlijk en persoonlijkheid

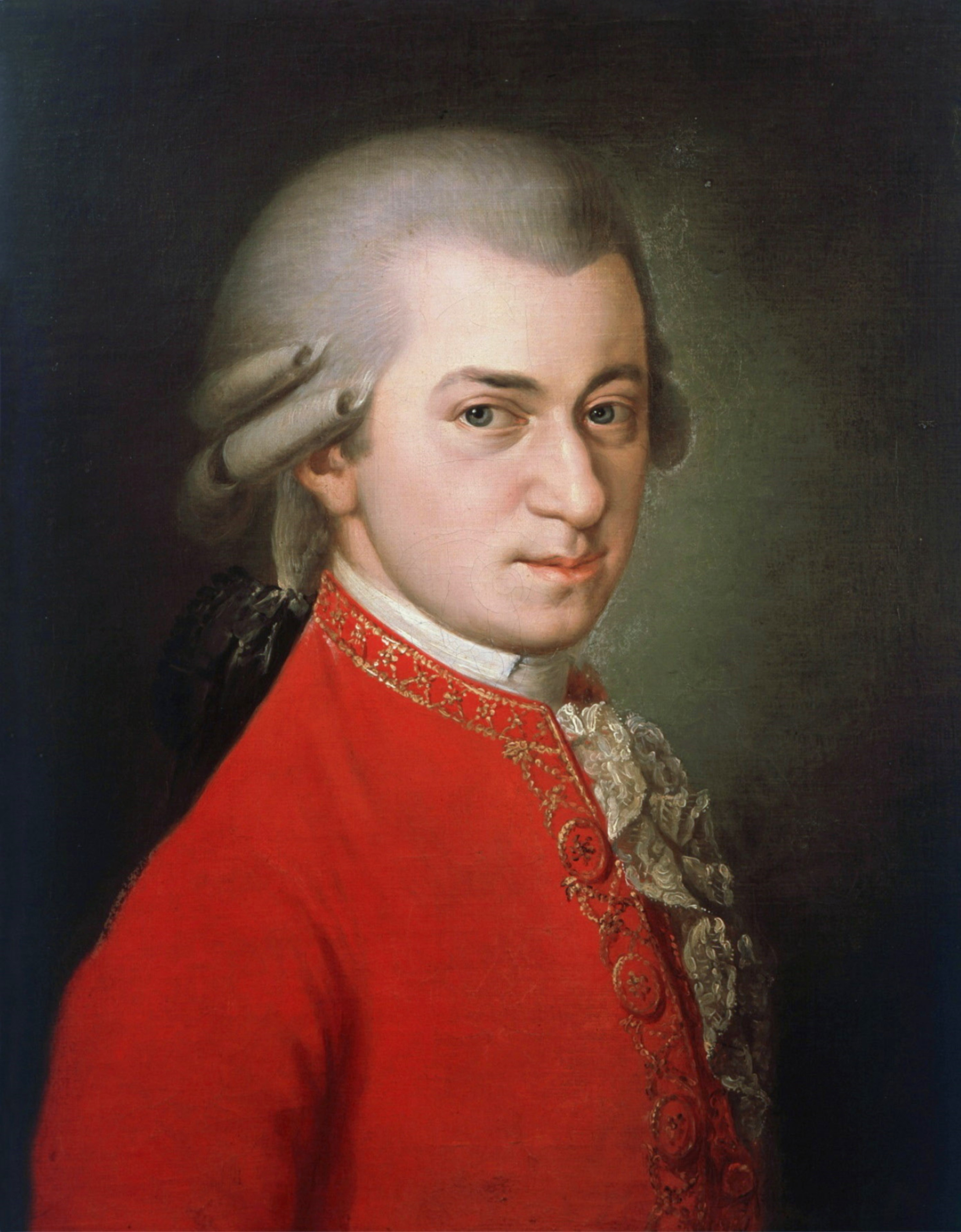
Postuum portret uit 1819 door Barbara Krafft

Mozarts uiterlijk en persoonlijkheid is al sinds zijn dood een onderwerp van discussie tussen historici en Mozartliefhebbers. Authentieke portretten van Mozart zijn gering in aantal en, omdat bijna elk schilderij dat van hem gemaakt is duidelijke verschillen vertoont, kan niemand met zekerheid zeggen hoe Mozart eruit heeft gezien. Biograaf Paumgartner suggereert dat dit komt, omdat Mozart, anders dan Beethoven, uiterlijk geen opmerkelijke verschijning was: een toneelspeler uit Mannheim zag in hem een 'magere kleermakersgezel'. Bovendien is Mozart nooit door een echt groot schilder geportretteerd. Zijn zuster omschreef hem als "klein, schraal, bleek van gelaatskleur, zonder de geringste pretentie in gelaatsuitdrukking of lichaamsbouw". De schrijver Ludwig Tieck, die Mozart in 1789 ontmoette, noemde hem "klein, vlug, beweeglijk en met puilogen, een onaanzienlijke figuur".
Paumgartner waarschuwt dat bekende postume afbeeldingen sterk geïdealiseerd zijn. Het bekendste schilderij van Mozart is gemaakt in 1819 door Barbara Krafft, dertig jaar na zijn dood. Hoewel Mozarts zus Nannerl gezegd heeft, dat het schilderij veel weg heeft van de echte Mozart, is het waarschijnlijk niet een heel betrouwbaar portret van Mozart, hoewel de afbeelding voor zowel cd-hoesjes, boeken en posters vaak gebruikt wordt. Ook bestaan er portretten van de componist waarvan niet zeker is of het wel echt om Mozart gaat, of om een ander persoon uit die tijd. Wat wel op elk schilderij terugkeert, is Mozarts grote neus en grote, uitpuilende ogen met dikke oogleden. Wat ook een feit is, is dat Mozart van zichzelf golvend, donkerblond haar had en het elke morgen door een friseur naar achteren liet borstelen, over de oren gekapt. Mozart had blauwe ogen, al is er ten minste één portret van hem bekend waarop hij bruine ogen heeft.
Het dodenmasker van Mozart is volgens zijn vrouw Constanze op de grond gebroken. Een later opgedoken dodenmasker wordt door wetenschappers niet als echt beschouwd. Het linkeroor van Mozart was misvormd, de bovenste rand van het oor ontbrak. In de medische wereld wordt tegenwoordig ook wel over het Mozart-oor gesproken. Toen Mozarts zuster Nannerl gevraagd werd hoe haar jongere broer eruit had gezien, omschreef ze hem als bleek, tenger en klein. Mozart zou tussen 1,54 m tot 1,65 m lang zijn geweest.
Ook Mozarts karakter was een onderwerp van discussie. Ook toen hij reeds volwassen was, was hij nog altijd erg afhankelijk van zijn ouders. Uit de vele brieven die Mozart schreef is gebleken dat hij gevoel voor humor had, regelmatig iemand in de maling nam en het leven niet heel erg serieus nam. Mozart zou een kinderlijk, vulgair, bijdehand persoon zijn geweest, wat waarschijnlijk de reden is geweest dat hij in Salzburg niet erg gewaardeerd werd.
Voorbeelden zijn de werken Leck mir den Arsch fein recht schön sauber KV. 233/382d, Leck mich im Arsch, KV 382c, Beym Arsch ist’s finster, KV 441b en Difficile lectu mihi Mars, KV 559.

## Huwelijk en kinderen

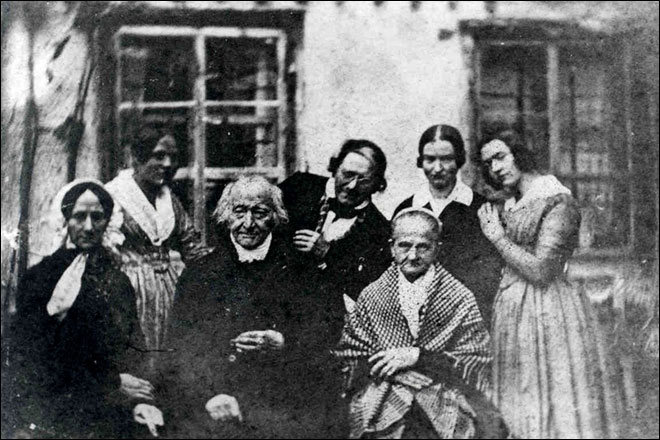
Constanze Weber links in 1840 met de familie Keller

Op 4 augustus 1782 trouwde hij met Constanze Weber (5 januari 1762 - 6 maart 1842). Ze kregen zes kinderen van wie er slechts twee volwassen werden, namelijk Carl en Franz:
- Raimund Leopold (17 juni 1783 - 19 augustus 1783)
- Carl Thomas (21 september 1784 - 31 oktober 1858)
- Johann Thomas Leopold (1786-1786)
- Theresia Constanzia Adelheid Friedericke Maria Anna (1787-1788)
- Anna Maria (16 november 1789-16 november 1789)
- Franz Xaver Wolfgang (26 juli 1791 - 29 juli 1844)

Beide zonen lieten geen nageslacht na.

## Geld
Mozart werd vooral in de laatste jaren van zijn leven gekweld door geldzorgen, mede veroorzaakt door opdrogende geldstromen vanwege wegvallende belangstelling voor zijn zelfgeorganiseerde concerten ('Academies'). Dit was het gevolg van een vigerende economische crisis tijdens de Tweede Oostenrijks-Turkse Oorlog, waardoor zelfs vooraanstaande adellijke families genoodzaakt werden hun stadspaleizen in Wenen te sluiten.
Vanwege zijn snel ontdekte muzikale hoogbegaafdheid werd Mozart – samen met zijn zus – al vroeg door zijn vader voor de grootste hoven van de toenmalige Europese leiders gebracht. Zij werden in zowel geld als (waardevolle) natura (allerhande 'mooie' voorwerpen zoals snuifdozen en medailles) betaald, wat Leopold Mozart menigmaal tot diepe verzuchtingen bracht: contant geld was hem liever.
Tijdens zijn laatste levensjaren, ten tijde van Le Nozze di Figaro en Die Zauberflöte, verdiende Mozart omgerekend zo'n 75.000 tot 125.000 euro per jaar. Hij was, naar men zei, de best betaalde musicus van de late 18e eeuw. Dit kwam door een jaarlijkse keizerlijke toelage van 800 florijnen als keizerlijk hofkamermuziekcomponist – een soort erebaan, maar betaald – en door wat hij aan lucratieve optredens als klaviervirtuoos en dirigent en vanuit idem dito compositieopdrachten verdiende. Als klaviervirtuoos incasseerde hij naar eigen zeggen minstens 1000 gulden per optreden. Voor een klavierles rekende hij twee gulden.
Toch kostte zijn levensstijl vanaf een zeker moment meer dan wat hij aan inkomen genereerde en aan financiële middelen bezat. Mozart woonde groot en met veel personeel. Hij speelde kaart en biljart om geld. Hij kleedde zich duur en bezat boeken, muziekinstrumenten en een eigen biljarttafel.
Hij leende geld bij zijn logebroeder Johann Michael Puchberg. Bij Anton Stadler had hij 500 gulden schuld.
Zijn weduwe wist de leningen tot bepaalde hoogte te saneren. Zij heeft na zijn dood veel werken laten uitgeven en op die manier in haar onderhoud kunnen voorzien. Na haar huwelijk met de oud-ambassadeur Von Nissen gaven zij samen een Mozart-biografie uit.

## DeKöchel-Verzeichnisen andere catalogi
Mozart heeft een groot aantal composities nagelaten die gerangschikt zijn in de numerieke Köchel-Verzeichnis (KV). Deze lijst is genoemd naar de Oostenrijkse botanicus en muziekliefhebber Ludwig von Köchel (1800-1877). Een handzame samenvatting van Mozarts oeuvre werd in 1951 uitgegeven onder de titel Der kleine Köchel. Er wordt gewerkt aan een herziene versie van de Köchel.
Een onschatbare bron is de Verzeichnüss, wat staat voor Verzeichnüss aller meiner Werke (1784-1791), een overzicht dat de componist zelf bijhield. Op de rechterpagina noteerde Mozart de openingsmaten van elk nieuw werk (de incipit) en voegde op de linkerpagina verdere gegevens toe zoals datum, titel, voorgeschreven instrumenten, opdrachten, enzovoort. Deze catalogus wordt in de British Library bewaard.
Ook wordt soms het systeem van de AMA (Alte Mozart-Ausgabe) en de NMA (Neue Mozart-Ausgabe) gehanteerd. Dit geeft de plaats aan van een compositie in een van de boekdelen van het verzamelde werk.

## Oeuvre van Mozart

### Pianoconcerten
Mozart schreef in totaal 27 pianoconcerten.

### Overige soloconcerten
- Vioolconcerten

Mozart heeft vijf vioolconcerten geschreven die zijn voltooid in een tijdspanne van twee jaar. Het gaat respectievelijk om het Vioolconcert in Bes-majeur (nr. 1, KV 207), het concert in D-majeur (nr. 2, KV 211), het concert in G-majeur (nr. 3, KV 216), het concert in D-majeur (nr. 4, KV 218) en het concert in A-majeur (nr. 5, KV 219). Recent onderzoek heeft de ontstaansdatum van Vioolconcert nr. 1 verschoven van 1775 naar 1773, waarmee het meteen de status heeft verworven van Mozarts allereerste oorspronkelijke soloconcert. Van de vijf werken worden nr. 3 en nr. 5 het meest uitgevoerd.
Verder is er nog de Sinfonia concertante voor viool, altviool en orkest in Es-majeur, KV 364, geschreven in 1779.
- Hoornconcerten
- Andere concerten
  - Fluit-harpconcert in C-majeur KV 299 (297c)
  - Fluitconcert nr. 1 in G-majeur, KV 313 (1778)
  - Fluitconcert nr. 2 in D-majeur, KV 314 (1778) (bewerking van onderstaand hoboconcert).
  - Andante voor fluit en orkest in C-majeur, KV 315 (1778)
  - Hoboconcert in C-majeur, KV 314
  - Klarinetconcert in A, KV 622 (1791)
  - Fagotconcert in Bes-majeur, KV 191 (1774)
  - Sinfonia concertante voor hobo, klarinet, fagot, hoorn en orkest KV 297b in Es, Anh.9 and later Anh. C 14.01 (1778)

### Symfonieën
Mozarts eerste symfonieën dateren van 1764 en werden in Londen gecomponeerd. Deze jeugdwerken zijn gemodelleerd naar de voorbeelden van Johann Christian Bach en Karl Friedrich Abel. In de periode december 1771 - zomer 1774 schreef Mozart 17 symfonieën, zeer verschillend van vorm en met zowel Italiaanse als Salzburgse en Mannheimer invloeden. Tot deze groep behoort de zogenaamde kleine Symfonie in g-klein (nr. 25, KV 183), met kenmerkende Sturm und Drang-elementen. De bekende Parijse Symfonie in D-groot (nr. 31, KV 297), die begint met de door de Parijzenaars gewaardeerde 'coup d'archet', dateert van vijf jaar later (juni 1778). Toen zijn Salzburgse vriend Siegmund Haffner in de adelstand werd verheven, componeerde Mozart de Haffner symfonie in D-groot (nr. 35, KV 385). Aan de drie laatste en bekendste symfonieën gaat de Praagse symfonie in D-groot vooraf (nr. 38, KV 504). Het werk opent met een donker, opstandig adagio dat herinnert aan de opera Don Giovanni die omstreeks die tijd gereed kwam. De reeks symfonieën die Mozarts bijdrage in dit genre afsluit wordt gerekend tot de hoogtepunten van deze muziekvorm. De meer pastorale Symfonie in Es-groot (nr. 39, KV 543), wordt gevolgd door de "grote" Symfonie in g-klein (nr. 40, KV 550), een van de bekendste werken uit de westerse muziek. De Jupiter-symfonie in C-groot (nr. 41, KV 551) combineert een classicistische stijl met streng en inventief contrapunt. Deze drie symfonieën, die onderling erg verschillen in stijl en karakter, werden in nog geen twee maanden tijd op papier gezet (zomer 1788).

### Strijkkwartetten
Mozart schreef in totaal 25 strijkkwartetten die in diverse perioden ingedeeld kunnen worden. De Milanese kwartetten ontstonden tijdens zijn reizen naar Milaan, Bolzano en Verona en werden gecomponeerd tussen eind 1772 en begin 1773 (KV 155-160). Ze bestaan elk uit drie delen. Een nieuwe reeks van zes kwartetten volgde in het najaar van 1773 (KV 168-173). Ze ontstonden te Wenen en tellen ditmaal vier delen (zoals de kwartetten van Joseph Haydn). In de finale van het eerste (KV 168) en het laatste kwartet (KV 173) in deze reeks gebruikt Mozart voor het eerst de fugavorm buiten zijn kerkelijke composities.
Het hoogtepunt van Mozarts bijdragen aan dit genre zijn de zes kwartetten opgedragen aan Joseph Haydn (KV 387, 421, 428, 458, 464 en 465). Deze cyclus is het resultaat van een lang compositieproces, ongewoon voor Mozart. Bekende werken in deze serie zijn het Jagd-Quartett (KV 458) en het Dissonanzen-Quartett (KV 465), zo genoemd naar de zeer modern aandoende dissonanten in de openingsmaten.
Mozarts laatste drie kwartetten dragen de naam Pruisische kwartetten en zijn opgedragen aan de koning van Pruisen, Frederik Willem II (KV 575, 589 en 590) die zelf cello speelde.

### Pianosonates

Mozarts pianosonate in A, KV 331

Mozart was zelf een uitstekend pianist en heeft 17 pianosonates nagelaten, geschreven tussen 1775 en 1789. Later zijn er nog twee sonates aan toegevoegd, gebaseerd op afzonderlijke delen. Deze twee laatste sonates zijn enkele van de meest bekende.
Mozart heeft twee soorten pianosonates geschreven: tot en met de 11e sonate werkt hij tamelijk sober en klassiek, vanaf de twaalfde wordt het duidelijk dat de romantiek er begon door te komen: er kwam ook plaats voor meer dissonante akkoorden (zoals de dominant-none).
De bekende elfde sonate in A groot, K. 331 was een van Mozarts lievelingssonates. Het eerste deel, een Andante con Variazioni (grazioso), klinkt alle muziekliefhebbers bekend in de oren. Vooral het derde deel is bekend: het Rondo Alla Turca.
Mozarts sonates zijn over het algemeen driedelig, al kunnen we hier en daar een tweedelige sonate ontdekken (bv. de 19e). Het eerste deel is meestal een Allegro, daarna volgt vaak een Adagio, en als derde deel wordt dikwijls het rondo gebruikt, al is het Allegretto ook populair. De klassieke vorm voor een sonate dus.

### Opera's
De opera's van Mozart worden gerekend tot de beste exemplaren in het genre. Reeds het vroege werk Bastien und Bastienne (KV50) draagt het stempel van een meester. Met Idomeneo formuleerde Mozart het idioom waarmee hij zijn signatuur zou zetten. Over het algemeen worden de volgende opera's tot zijn meesterwerken geteld:
- Le nozze di Figaro
- Don Giovanni
- Così fan tutte
- Die Zauberflöte

### Requiem
In de zomer van 1791 werd Mozart door een onbekende man benaderd die een requiem wilde bestellen. De reden en zijn identiteit wilde de man niet bekendmaken. Later bleek de mysterieuze man (misschien Franz Anton Leitgeb) in opdracht te handelen van graaf Franz von Walsegg. Deze graaf had de gewoonte van tijd tot tijd stukken te bestellen om deze vervolgens over te schrijven en als zijn eigen werk uit te geven. Graaf Von Walsegg wilde van Mozart een dodenmis ter nagedachtenis van zijn overleden echtgenote.
Op het moment dat Mozart de opdracht aannam, kampte hij al met gezondheidsproblemen. Door een aantal andere werkzaamheden (waaronder aan Die Zauberflöte) kon hij pas aan het requiem beginnen toen zijn gezondheidstoestand nog verder was verslechterd. Voor zijn dood gaf hij Franz Xaver Süssmayr aanwijzingen over hoe de nog niet afgewerkte delen dienden te worden ingevuld. Hoewel Constanze zich na het overlijden van Mozart in eerste instantie tot anderen wendde, was het uiteindelijk deze Süssmayr die het werk heeft voltooid zoals we het nu kennen. Of hij daarbij gebruik heeft kunnen maken van schetsen van Mozarts hand is nog steeds een onderwerp van discussie.

## Mozartjaren en -dagen

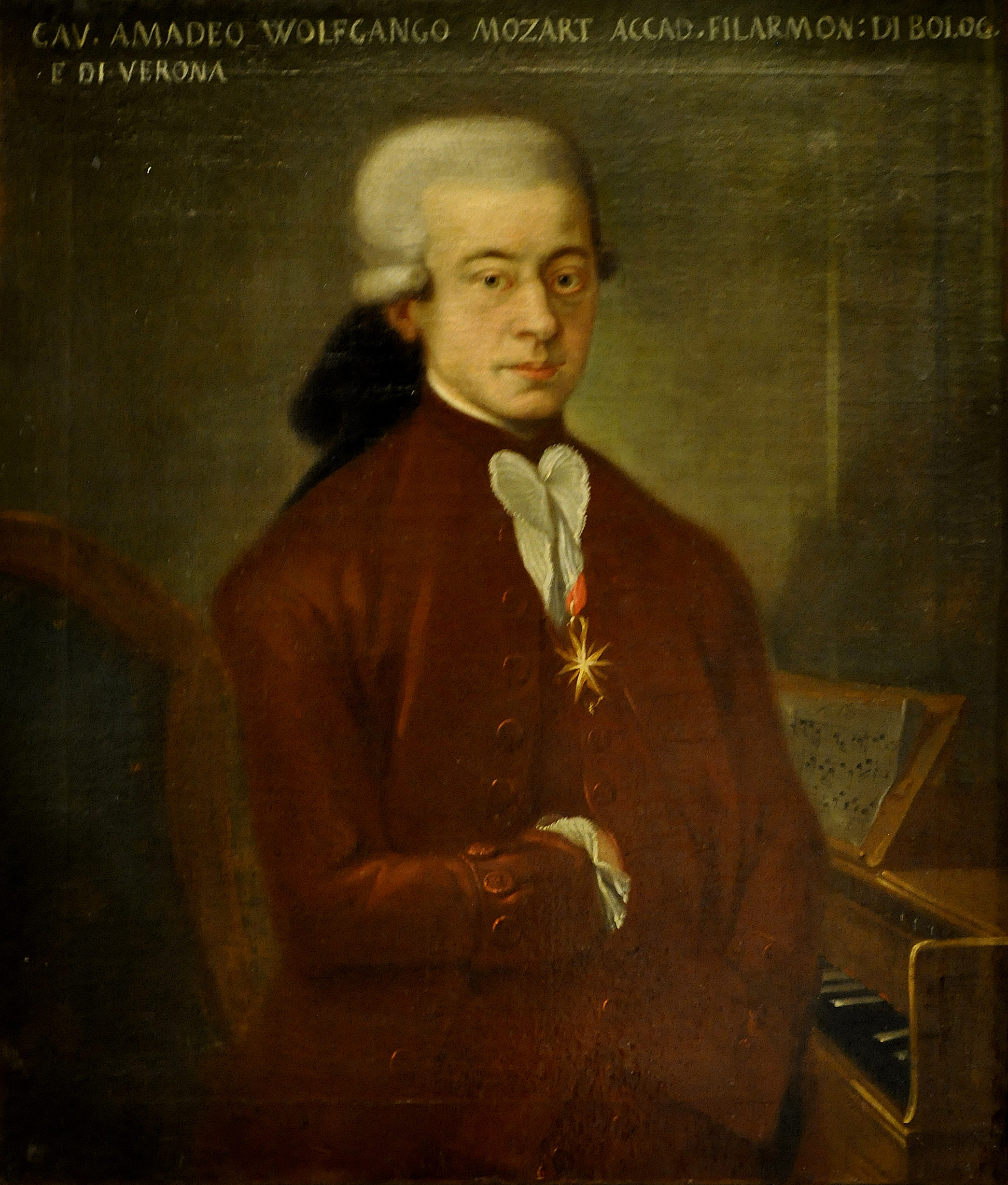
Mozart met zijn Orde van de Gulden Spoor op een portret waarvoor hij heeft geposeerd

Ter herdenking van Mozarts 200e geboortejaar werd 1956 uitgeroepen tot internationaal Mozartjaar, evenals 1991 (zijn 200e sterfjaar) en 2006 (zijn 250e geboortjaar). Deze vieringen gingen steeds gepaard met vele concerten, festivales en opnamen.
29 januari 2006 werd uitgeroepen tot Mozartdag, een initiatief van de European Broadcasting Union. Muzikant en dirigent Gary Cooper speelde die dag samen met violiste Rachel Podger Mozarts sonates voor piano en viool. Het concert werd live uitgezonden door de European Broadcasting Union en BBC Radio 3.

## Musea
Er zijn musea over Mozart in verschillende landen, waarvan Oostenrijk er meerdere heeft. In zijn geboortestad Salzburg zijn het geboortehuis van Mozart en Mozarts Wohnhaus gevestigd. In het laatste museum wordt ook ingegaan op enkele andere leden uit zijn ouderlijke familie, evenals in het Mozarthaus in Sankt Gilgen dat zich vooral wijdt aan zijn zus Nannerl en hun moeder. In Wenen is er verder nog de Mozartwohnung.
In Praag was er altijd Bertramka. Sinds 2009 is dit pand weer in het bezit van de Tsjechische Mozart-vereniging die de collectie echter niet heeft teruggekregen na een juridisch conflict. Door het ontbreken ervan is het museum (voorlopig) gesloten. Verder is er het Mozarthaus in het Zuid-Duitse Augsburg dat aan hem en aan zijn vader Leopold is gewijd.

## Mozart en fictie
Zoals van vele componisten vormde het leven van Mozart de inspiratiebron voor fictie, in de vorm van literatuur, toneel en film. In 1830 schreef Aleksandr Poesjkin het toneelstuk Mozart i Salieri (Моцарт и Сальери), waarin hij suggereerde dat de componist Antonio Salieri (1750-1825) zo jaloers was op Mozarts talent dat hij een rol zou hebben gespeeld in diens overlijden. Het toneelstuk werd door Nikolaj Rimski-Korsakov in 1897 bewerkt tot een korte opera met dezelfde titel.  
Peter Shaffer gebruikte Poesjkins gegeven voor zijn toneelstuk Amadeus, dat in 1979 in première ging en een groot succes werd in het West End en op Broadway. In 1984 verscheen de bioscoopfilm Amadeus, geregisseerd door Miloš Forman en gebaseerd op Shaffers toneelstuk. De film won acht Academy Awards. Vooral deze populaire speelfilm droeg bij aan het beeld bij een groot publiek van de rivaliteit tussen Mozart en Salieri, maar de beide toneelstukken, Rimski's opera en Formans film berusten in hoge mate op fictie en pretenderen niet een waarheidsgetrouw beeld te geven van het leven van Mozart. Van Mozart en Salieri, die beiden een vooraanstaande rol speelden in het Weense concertleven, is bekend dat zij elkaar als collega's waardeerden.

## Trivia
- Op de Oostenrijkse munt van 1 euro prijkt de beeltenis van Mozart.
- In september 2015 was het precies 250 jaar geleden dat de familie Mozart in Den Haag verbleef. Dit gegeven was voor de stichting ‘Mozart in Den Haag’ aanleiding voor het organiseren van een meerdaags, grootschalig evenement.[27]